# Jonas Devouassoux
Jonas Devouassoux (* 23. Oktober 1989 in Chamonix-Mont-Blanc) ist ein ehemaliger französischer Freestyle-Skier. Er startete in der Disziplin Skicross.

## Werdegang
Devouassoux nahm von 2005 bis 2011 als Alpine Skirennläufer vorwiegend an FIS-Rennen teil. Bei den Juniorenweltmeisterschaften 2009 in Garmisch-Partenkirchen belegte er den 25. Platz im Super G, den 13. Rang in der Abfahrt und den 12. Platz im Slalom. Im Skicross startete er zu Beginn der Saison 2010/11 in Innichen erstmals im Freestyle-Skiing-Weltcup, wobei er den 18. Platz errang. Im weiteren Saisonverlauf erreichte er in Les Contamines mit dem zehnten Platz seine erste Top-Zehn-Platzierung im Weltcup und fuhr bei den Weltmeisterschaften 2011 in Deer Valley auf den 13. Platz. In der Saison 2011/12 und 2012/13 kam er mit drei Top-Zehn-Platzierungen auf den 19. Platz sowie auf den 21. Rang im Skicross-Weltcup. Zudem wurde er im März 2012 französischer Meister und errang bei den Weltmeisterschaften 2013 in Voss den 25. Platz. Nachdem er zu Beginn der Saison 2013/14 in Nakiska seinen einzigen Weltcupsieg holen konnte, kam er dreimal unter den ersten Zehn und erreichte damit den 11. Platz im Skicross-Weltcup. Beim Saisonhöhepunkt, den Olympischen Winterspielen 2014 in Sotschi, wurde er Zehnter. In der Saison 2014/15 und in der Saison 2015/16 belegte er jeweils mit vier Top-Zehn-Platzierungen, darunter Platz drei in Watles im Januar 2016, den 17. Platz sowie den 14. Rang im Skicross-Weltcup. Bei den Weltmeisterschaften 2015 am Kreischberg wurde er Sechster. 
In der Saison 2016/17 erreichte Devouassoux mit dem neunten Platz im Skicross-Weltcup sein bestes Gesamtergebnis. Dabei kam er bei 13 Weltcupteilnahmen sechsmal unter den ersten Zehn und errang in Idre den dritten Platz sowie in Montafon den zweiten Platz. Beim Saisonhöhepunkt, den Weltmeisterschaften 2017 in der Sierra Nevada, fuhr er auf den 13. Platz. In der folgenden Saison kam er mit dem dritten Platz in Idre letztmals im Weltcup aufs Podest und absolvierte in Sunny Valley seinen 79. und damit letzten Weltcup, welchen er auf dem 22. Platz beendete.

## Erfolge

### Olympische Spiele
- 2014 Sotschi: 10. Platz Skicross

### Weltmeisterschaften
- 2011 Deer Valley: 13. Platz Skicross
- 2013 Voss: 25. Platz Skicross
- 2015 Kreischberg: 6. Platz Skicross
- 2017 Sierra Nevada: 13. Platz Skicross

### Weltcup
- 5 Podestplätze, davon 1 Sieg:

| Datum            | Ort     | Land   |
| ---------------- | ------- | ------ |
| 7. Dezember 2013 | Nakiska | Kanada |

Weltcupwertungen:
| Saison  | Gesamt | Gesamt | Skicross | Skicross |
| Saison  | Platz  | Punkte | Platz    | Punkte   |
| ------- | ------ | ------ | -------- | -------- |
| 2010/11 | 80.    | 10     | 25.      | 107      |
| 2011/12 | 66.    | 14     | 19.      | 140      |
| 2012/13 | 91.    | 14     | 21.      | 135      |
| 2013/14 | 48.    | 22     | 11.      | 243      |
| 2014/15 | 54.    | 18     | 17.      | 195      |
| 2015/16 | 66.    | 20,08  | 14.      | 241      |
| 2016/17 | 48.    | 25,21  | 9.       | 353      |
| 2017/18 | 104.   | 13,1   | 22.      | 131      |

### Weitere Erfolge
- Juniorenweltmeisterschaften 2009: 12. Platz Slalom, 13. Platz Abfahrt, 25. Platz Super G
- 1 französischer Meistertitel (2012)